# Moho apicalis
Moho apicalis là một loài chim trong họ Mohoidae.